# جمعية الكشافة والمرشدات الفلسطينية
جمعية الكشافة والمرشدات الفلسطينية بدأت الحركة الكشفية في فلسطين في عام 1912 ومعترف بها من قبل المكتب الكشفي العالمي في عام 1945 ومع ذلك تم سحب الاعتراف في عام 1949 الاعتراف الرسمي تم ترميمه من قبل المؤتمر الكشفي العالمي في عام 1996. وجمعية الكشافة الفلسطينية يخدم الشباب في كافة أنحاء دولة فلسطين. ويوجد المقر الرئيسي في مدينة رام الله في الضفة الغربية، والمفوض الدولي هو الدكتور فايق طهبوب.